# Quatuor à cordes no 2 de Gerhard
Pour les articles homonymes, voir Quatuor à cordes no 2.
Le Quatuor à cordes no 2 est une composition de musique de chambre de Roberto Gerhard. Composé en 1960-62, il est un des quatuors à cordes au langage des plus avant-gardistes du répertoire du XXe siècle.

## Analyse de l'œuvre
L'ouvrage illustre sa conception de nouvelle structure formelle à sections, au nombre de sept dans ce quatuor. Cette conception  envisage trois types de continuité, le premier à densité événementielle forte met au premier plan le son et son expression la figuration, le deuxième à dessin presque statique met au premier plan le temps illustré par des treillis temporels analogues à des bruits, le troisième à faible densité événementielle peut se comprendre comme une action filmée au ralenti.
L'écriture utilise  beaucoup d'effets sonores spéciaux comme les coups sur la caisse de l'instrument, le jeu entre le chevalet et le cordier, le jeu col legno battuto sur le cordier, le pizzicato à la Bartok, le pizzicato et le col legno ensemble, les glissandos avec l'ongle.